# Точильщики короедные
Точильщики короедные (лат. Hedobia) — род жесткокрылых насекомых семейства точильщиков.

## Описание
Усики слабо пиловидные или почти нитевидные, их последние три членика не выделяются резко по длине от предыдущих. Задняя половина переднеспинки с продольными гребнями.

## Систематика
В составе рода:
- Hedobia angulata Fall, 1905
- Hedobia granosa LeConte, 1874
- Hedobia pubescens (Olivier, 1790)
- Hedobia semivittata Van Dyke, 1923
- Hedobia unicolor Pic, 1897